# Roza
Roza (Bulgaars: Роза) is een dorp in de Bulgaarse gemeente Toendzja, oblast Jambol. Het dorp ligt 17 km ten zuidwesten van Jambol en 275 km ten zuidoosten van Sofia.
Tot 1934 heette het dorp Gjoeljoemjanovo (Гюлюмяново) en tussen 1934-1951 heette het dorp Gjoelovo (Гюлово). Sinds 1951 heeft het dorp de huidige naam Roza.

## Bevolking
De eerste officiële volkstelling van 1934 registreerde 2.020 inwoners. Dit aantal groeide tot een hoogtepunt van 2.243 inwoners in 1956. Sindsdien neemt het inwonersaantal langzaam maar geleidelijk af. Op 31 december 2019 telde het dorp precies 1.000 inwoners.
| Jaar           | 1934  | 1946  | 1956  | 1965  | 1975  | 1985  | 1992  | 2001  | 2011  | 2019  |
| -------------- | ----- | ----- | ----- | ----- | ----- | ----- | ----- | ----- | ----- | ----- |
| Inwonersaantal | 2.020 | 2.187 | 2.243 | 2.093 | 2.031 | 1.901 | 1.643 | 1.533 | 1.226 | 1.000 |

Van de 1.226 inwoners reageerden er 1.217 op de optionele volkstelling van 2011. Zo’n 1.204 personen identificeerden zichzelf als etnische Bulgaren (99%).
Het dorp heeft een ongunstige leeftijdsopbouw. Van de 1.226 inwoners die in februari 2011 werden geregistreerd, waren er 107 jonger dan 15 jaar oud (9%), 750 inwoners waren tussen de 15-64 jaar oud (61%), terwijl er 369 inwoners van 65 jaar of ouder werden geteld (30%).